# Salmer

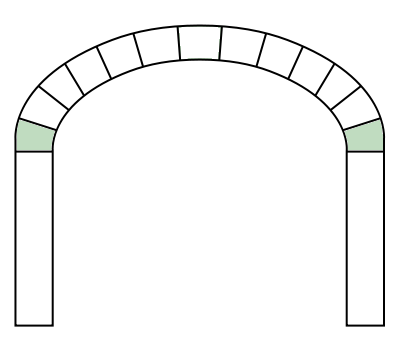
Salmer (part inferior de l'arc)

En arquitectura, hom anomena salmer, o dovella d'arrencada, a la primera pedra d'un arc adovellat, que s'assenta pla sobre una pilastra i que té un tall inclinat de la banda de l'arc, per tal que s'hi recolzi la primera dovella.
Entre el salmer i el ronyó hi ha una diferència: que el coixí és part de l'arc i el rep sobre una superfície inclinada oposada al seu llit i el salmer és part del pilastró i rep l'arc sobre una superfície inclinada que està al costat del seu llit. Generalment decorat amb una imposta.